# Nicole Hosp
Nicole Hosp, född 6 november 1983 i Bichlbach, Österrike är en österrikisk alpin skidåkare. Hon vann totala världscupen 2007 och  2008 blev hon tvåa. År 2007 vann hon även cupen i storslalom.
Nicole Hosp startade sin karriär som specialist i de tekniska disciplinerna (slalom och storslalom). I januari 2006 deltog hon för första gången i ett super G-lopp och slutade trea. Hon har vunnit 12 världscupsegrar.
Hon har tre OS-medaljer. År 2006 tog hon silver i slalom i Turin och 2014 tog hon silver i superkombination och brons i super-G i Sotji.

## Världscupsegrar (12)
| Datum            | Plats                | Gren             |
| ---------------- | -------------------- | ---------------- |
| 26 oktober 2002  | Sölden               | Storslalom       |
| 17 december 2003 | Madonna di Campiglio | Slalom           |
| 27 december 2003 | Lienz                | Storslalom       |
| 29 januari 2006  | Cortina d'Ampezzo    | Storslalom       |
| 16 mars 2006     | Åre                  | Super-G          |
| 6 januari 2007   | Kranjska Gora        | Storslalom       |
| 2 mars 2007      | Tarvisio             | Superkombination |
| 17 mars 2007     | Lenzerheide          | Slalom           |
| 18 mars 2007     | Lenzerheide          | Storslalom       |
| 9 december 2007  | Aspen                | Slalom           |
| 13 januari 2008  | Maribor              | Slalom           |
| 30 november 2014 | Aspen                | Slalom           |